# Conrad Colomer
Conrad Colomer Rogés (Barcelona, 1840 – 1898) fue un autor de teatro, libretista de zarzuelas, actor y cantante.

## Biografía
Para ingresar en el ejército, estudió en la Escuela de Ingenieros Militares de Guadalajara, pero en 1866 dejó la carrera militar para dedicarse al teatro como dramaturgo y actor cómico. Autor de un gran número de obras teatrales en catalán —aunque también con producción en castellano—, se le considera uno de los impulsores de la Renaixença catalana. En sus obras se reflejan los sectores más humildes de la sociedad catalana de la época. Dirigió el teatro Tívoli de Barcelona. 
Adaptó al catalán operetas francesas y escribió libretos para zarzuelas. El somni de la Ignocència (1895), con música de Urbano Fando, fue un gran éxito con más de tres mil representaciones en veinticinco años.

## Obra

### Teatro
(Entre paréntesis, año del estreno)
- A Ca'n xeixanta: comedia en un acte Barcelona: F.Badia, 1901
- A costellas del gendre: comedia en quatre actes Barcelona: Lo Teatro Regional,[1] 1898
- Á qui busca los dels altres... joguina còmica en dos actes (1881), Barcelona: Arxiu lírich-dramátich de R. Montfort, 1887
- Arsenal: obra póstuma de Conrat Colomer, coleccionada per Valeri Serra i Boldú Barcelona: Lo teatro regional, 1898
- ¡Asesino! comedia en un acto (1893) Barcelona: F.Badia, 1901
- Las campanetas: joguina en un acte (1873), arreglada por C.C. y E.V.V., música de Josep Ribera Barcelona: Rafael Ribas, 1873
- La casa tranquila: comedia en tres actes (1879) Barcelona: Arxiu Central Lírich-Dramátich de Rafel Ribas, 1879
- Cuants mes serem, mes riurem, ó La Cartilaginotalgia: pessa en un acte (1877) Barcelona: Jaume Jepús, 1877 (reeditada en 1880 y 1906)
- De cobarts no hi ha ré escrit: comedia en un acte Barcelona: J.Puigmacia, 1886
- La firma d'en Rovellat: joguina en un acte Barcelona: Lo teatro regional, 1894
- La llàntia meravellosa. Comedia mágica estrenada en el Teatre Novetats de Barcelona, 1894[2]
- La Guerra a casa: comedia en un acte y en vers (1873) Barcelona: Archiu Central, Lirich-Dramátich de Rafel Ribas, 1873 (nueva edición: B.: Biblioteca Teatro Mundial, 1914)
- La herencia del oncle Pau: comedia en quatre actes Barcelona: Lo teatro regional, 1895
  - José Mª Pous i C.Colomer La Herencia de un mendigo: drama en 4 actos y un prólogo (1906) Barcelona: Imp. Viuda José Miguel, 1907
- La Llupia: joguina en un acte Barcelona: Lo teatro regional, 1896
- Un mal tanto: friolera inverosimil y en vers (1871) Barcelona: Arxiu Central lírich-dramátich, 1871
- El Médico de los niños: drama en cinco actos (1893) Barcelona: Tip. La Académica, 1893
- Lo Meu modo de pensar: llissoneta de moral en un acte Barcelona: Galería Dramática de J.Mola y Casas, 1880
- 1.000 duros: comedia en un acte (1890) Gracia: Imp. J.Miguel, 1890 (reedición 1900)
- La Parentela: comedia en tres actes Barcelona: Lo teatro regional, 1897
- Una pessa de dos. Moneda de coure acunyada en vers (1872) Barcelona: Francisco Badia, 1872
- Un sogre de Damocles: joguina en un acte Barcelona: Arxiu lírich-dramátich de R. Montfort, 1887
- La torre de 'ls misteris: comedia en un acte y en vers Barcelona: Imp. J.Jepús, 1876
- Tot es mal que mata: comedia en tres actes Barcelona: Biblioteca de Lo Teatro Regional, 1898
- Un vagó: passos que passan en prosa y escrit en vers (1872), de Narcís Campmany y Conrat Colomer Barcelona: Salvador Manero, 1873 (reediciones 1883, 1898, 1914)

### Libretos de zarzuelas y operetas
- Lo Célebre maneja, zarzuela bufa en un acto con música de Francisco Pérez-Cabrero. Barcelona: Biblioteca de Lo Teatro Regional, 1897
- Corazón de fuego, zarzuela en tres actos con letra de Joan Manuel Casademunt, Conrad Colomer y música de A. Nicolau
- El diablo en el cuerpo: opereta cómica francesa en tres actos, música del maestro Marenco, letra de Mm. Blum y Toché, traducida y adaptada para Conrado Colomé. Madrid: Imp. R.Velasco, 1872
- Las Erradas del papà: sarsuela en un acte (1896), música de Juli Pérez Aguirre. Barcelona: Biblioteca de Lo Teatro Regional, 1896
- Flor de te: sarsuela bufa de costums xinescas en tres actes (1897), con música de Charles Lecocq. Barcelona: Biblioteca de Lo Teatro Regional, 1897
- La guardiola: opereta
- Ki-ki Ri-ki: opereta bufa en un acte (1887), traducida y adaptada al catalán, música de diversos maestros franceses. Barcelona: La Novela Nova, 1887 (Reedició 1914)
- Lo Pou de la veritát: sarsuela fantástica semi-séria en tres actes, dividits en sis cuadros y en vers (1875), con música de Nicolau Manent. Barcelona: Imp. Narcís Ramirez y Companya, 1875
- Primer jó...: Sarsuela en un acte y en vers (1873), letra de Conrat Colomer y Narcís Campmany i Pahissa, música de José Ribera Miró. Barcelona: Imp. Salvador Manero, 1872 (Reimpresa el 1879)
- Qui tot ho vol: sarsuela en un acte y en vers, música d'una pila de mestres (1887?) Barcelona: Imp. L'Atlantida, 1899. Se conserva un manuscrito con una primera redacción de 1887
- Un rapto: zarzuela en tres actos (1887), música de Antoni Nicolau Madrid: M. Minuesa de los Ríos imp., 1887
- El somni de la innocència (1895), zarzuela en un acto con música de Urbano Fando Rais. Barcelona: Biblioteca de Lo Teatro Regional, 1895 (Reedicions 1896, 1909, 1921). Estrenada en el teatroe Jardí Espanyol de Barcelona el 6 de junio de 1895
- Verdalet pare i fill, del comerç de Barcelona (1896), música de Urbano Fando. Barcelona: Biblioteca de Lo Teatro Regional, 1896. Estrenada en el teatro Jardí Espanyol de Barcelona el 26 de mayo de 1896

### Manuscritos inéditos
(Conservados en la Biblioteca de Cataluña)
- L'Estiuet de Sant Martí: comedia en un acte 1879
- La Lampara maravellosa: comedia de magica, basada sobre'l gran ball de'l mateix titol en tres actes y un prolech 1879
- Mentides que no fan mal: comedia en un acte 1877
- La stella confidente: cuadret de costums 1888
- Vostés diran: actet en vers 1871.